# Valeriy Gromyko
Valeriy Gromyko (tiếng Belarus: Валеры Грамыка; tiếng Nga: Валерий Громыко; sinh 23 tháng 1 năm 1997) là một cầu thủ bóng đá Belarus. Tính đến năm 2020, anh thi đấu cho Arsenal Tula.